# Парадайз-Хайтс (Флорида)
Парадайз-Хайтс (англ. Paradise Heights) — статистически обособленная местность, расположенная в округе Ориндж (штат Флорида, США) с населением в 1310 человек по статистическим данным переписи 2000 года.

## География
По данным Бюро переписи населения США статистически обособленная местность Парадайз-Хайтс имеет общую площадь в 1,29 квадратных километров, водных ресурсов в черте населённого пункта не имеется.
Статистически обособленная местность Парадайз-Хайтс расположена на высоте 30 м над уровнем моря.

## Демография
По данным переписи населения 2000 года в Парадайз-Хайтс проживало 1310 человек, 301 семья, насчитывалось 457 домашних хозяйств и 498 жилых домов. Средняя плотность населения составляла около 1015,5 человек на один квадратный километр. Расовый состав населённого пункта распределился следующим образом: 80,53 % белых, 2,98 % — чёрных или афроамериканцев, 0,69 % — коренных американцев, 0,46 % — азиатов, 0,69 % — выходцев с тихоокеанских островов, 1,68 % — представителей смешанных рас, 12,98 % — других народностей. Испаноговорящие составили 22,82 % от всех жителей статистически обособленной местности.
Из 457 домашних хозяйств в 34,6 % воспитывали детей в возрасте до 18 лет, 43,5 % представляли собой совместно проживающие супружеские пары, в 15,1 % семей женщины проживали без мужей, 34,1 % не имели семей. 25,2 % от общего числа семей на момент переписи жили самостоятельно, при этом 7,7 % составили одинокие пожилые люди в возрасте 65 лет и старше. Средний размер домашнего хозяйства составил 2,85 человек, а средний размер семьи — 3,35 человек.
Население статистически обособленной местности по возрастному диапазону по данным переписи 2000 года распределилось следующим образом: 28,9 % — жители младше 18 лет, 11,0 % — между 18 и 24 годами, 34,0 % — от 25 до 44 лет, 18,5 % — от 45 до 64 лет и 7,6 % — в возрасте 65 лет и старше. Средний возраст жителей составил 32 года. На каждые 100 женщин в Парадайз-Хайтс приходилось 111,0 мужчин, при этом на каждые сто женщин 18 лет и старше приходилось 113,3 мужчин также старше 18 лет.
Средний доход на одно домашнее хозяйство статистически обособленной местности составил 30 038 долларов США, а средний доход на одну семью — 34 438 долларов. При этом мужчины имели средний доход в 22 109 долларов США в год против 17 200 долларов среднегодового дохода у женщин. Доход на душу населения статистически обособленной местности составил 30 038 долларов в год. 9,1 % от всего числа семей в населённом пункте и 14,9 % от всей численности населения находилось на момент переписи населения за чертой бедности, при этом 23,5 % из них были моложе 18 лет и 15,4 % — в возрасте 65 лет и старше.